# آتشکده برزوی راهگرد
آتشکده برزوی راهگرد در روستای راهگرد در ۶۵ کیلومتری شمال شرقی اراک واقع شده‌است. قدمت این آتشکده به دوران ساسانی برمیگردد. نمای این آتشکده از آجر و سنگ ساخته شده‌است.